# أندرود سفلي
أندرود سفلي هي قرية في مقاطعة ميانة، إيران. عدد سكان هذه القرية هو 91 في سنة 2006.